# Geophysical Research Letters
Geophysical Research Letters ist eine zweimal monatlich erscheinende begutachtete wissenschaftliche Fachzeitschrift, die seit 1974 von der American Geophysical Union herausgegeben wird. Der Chefredakteur ist Eric Calais.
Das Journal enthält Berichte und Forschungsergebnisse aus wissenschaftlichen Feldern wie der Klimatologie, Hydrologie, Ozeanographie, Kryologie (Kryosphäre), aus Gebieten der Atmosphären- und Erdsystemwissenschaften und der Weltraumforschung.
Dazu gibt es Rezensionen zu Schwerpunktthemen der vergangenen Jahre. Die Zielleserschaft sind die Erdsystem-Community, Wissenschaftler und die breite Öffentlichkeit.
Der Impact Factor lag im Jahr 2014 bei 4,196, der fünfjährige Impact Factor bei 4,406. Damit lag die Zeitschrift beim zweijährigen Impact Factor auf Platz 9 von 175 wissenschaftlichen Zeitschriften in der Kategorie „multidisziplinäre Geowissenschaften“.